# 167855 Natalinistephane
167855 Natalinistephane este o planetă minoră (asteroid) din centura de asteroizi. A fost descoperită pe 1 martie 2005 la Vicques⁠(d) de Michel Ory⁠(d). 
Obiectul prezintă o orbită caracterizată de o semiaxă mare de 3,1911120062947 UAi, o excentricitate de 0,075036704544996, o înclinație de 5,5071485508699 ° în raport cu ecliptica.